# ヘンリー・フィッツアラン＝ハワード (第14代ノーフォーク公)
第14代ノーフォーク公爵ヘンリー・グランヴィル・フィッツアラン＝ハワード（英: Henry Granville Fitzalan-Howard, 14th Duke of Norfolk、1815年11月7日 – 1860年11月25日）は、イギリスの政治家、貴族。
父が爵位を継承した1842年から自身が爵位を継承した1856年までアランデル＝サリー伯爵の儀礼称号を使用した。

## 経歴
1815年11月7日、後に第13代ノーフォーク公爵となるヘンリー・ハワードとその妻シャーロット（初代サザーランド公爵ジョージ・ルーソン＝ゴアの娘）の間の長男として生まれる。
家庭教育で育ったが、その後ケンブリッジ大学トリニティ・カレッジへ入った。大学を去った後、王立近衛騎馬連隊に入隊し、大尉まで昇進した。
1837年の総選挙でアランデル選挙区から選出されて庶民院議員となる。ホイッグ党議員フィッツアラン卿（Lord Fitzalan）として庶民院に入ったが、1851年にホイッグ党首相ジョン・ラッセルの主導で制定された反カトリック的な聖職者称号法に対しては反対の立場を取った。これは法案支持の立場を取った父に抵抗する形での反対だった。
そのため聖職者称号法が可決されるとノーフォーク公爵家の影響力の強いアランデル選挙区の議席を辞し、代わってジョン・オコンネルの好意で譲られたリムリック・シティ選挙区から選出されて庶民院議員となった。しかしその翌年の1852年7月には辞し、庶民院を離れた。
1856年2月18日に父が死去したことにより第13代ノーフォーク公爵位を継承し、貴族院議員に列した。ガーター勲章を贈るという内諭を受けたが、当時の首相である第3代パーマストン子爵ヘンリー・ジョン・テンプルの政策に反対して受章を拒否。この件で気骨のある人物として話題になった。
彼の代に4代公爵トマス夫人の実家フィッツアランを家名に加えてフィッツアラン＝ハワードという二重性に改名した。
1860年11月25日にアランデル城で死去した。爵位は長男ヘンリーが継承した。

## 栄典
1856年2月18日の父ヘンリー・ハワードの死により以下の爵位を継承した。
- 第14代ノーフォーク公爵 (12th Duke of Norfolk)
(1483年6月28日の勅許状によるイングランド貴族爵位)
- 第32代アランデル伯爵 (32nd Earl of Arundel)
(1138年頃創設のイングランド貴族爵位)
- 第15代サリー伯爵 (15th Earl of Surrey)
(1483年6月28日の勅許状によるイングランド貴族爵位)
- 第12代ノーフォーク伯爵 (12th Earl of Norfolk)
(1644年6月6日の勅許状によるイングランド貴族爵位)
- 第22代マルトレイヴァース男爵 (22nd Baron Maltravers)
(1330年6月5日の議会招集令状（英語版）によるイングランド貴族爵位)
- 第12代フィッツアラン＝クラン＝オズワルデスタ男爵 (12th Baron FitzAlan, Clun and Oswaldestre)
(1627年の議会法によるイングランド貴族爵位)

## 家族
1878年にオーガスタ・ライオンズ（海軍軍人初代ライオンズ男爵エドムンド・ライオンズの娘）と結婚し、彼女との間に以下の5子を儲ける。
- 第1子（長女）ヴィクトリア嬢（1840-1870）：ジェイムズ・ホープ・スコット（英語版）と結婚。
- 第2子（長男）第15代ノーフォーク公爵ヘンリー（1847-1917）
- 第3子（次女）フィリッパ嬢（英語版）（1852-1946）：サー・エドワード・ステュワートと結婚。
- 第4子（次男）初代ダーウェントのフィッツアラン子爵（英語版）エドムンド・フィッツアラン＝ハワード（英語版）（1855-1947）
- 第5子（三女）アン嬢（英語版）（1857-1931）：陸軍軍人ラルフ・カー（第7代ロジアン侯爵ジョン・カー（英語版）の息子）と結婚。